# Méliphage barré
Glycifohia undulata
Espèce
Statut de conservation UICN

 LC  : Préoccupation mineure
Le Méliphage barré (Glycifohia undulata) est une espèce de passereaux de la famille des Meliphagidae.

## Répartition
Il est endémique à l'île de Grande-Terre en Nouvelle-Calédonie.